# Покрасс Данило Якович
Покрасс Данило Якович (30 листопада 1905, Київ, Російська імперія — 16 квітня 1954, Москва, РРФСР) — радянський композитор. Член Спілки композиторів РРФСР.

## Біографічні відомості
Навчався у Київській консерваторії (1917–1921). З 1921 р. жив у Москві. 
Співавтор музики до фільмів «Колискова» (1937), «Якщо завтра війна» (1938), «Дівчина з характером» (1939), «Трактористи» (1939), «Квітуча Україна» (1950) та інших. 
Брат композитора Дмитра Покрасса.